# الكسندر بولانوس
الكسندر بولانوس هو لاعب كرة قدم إكوادوري، ولد في 12 ديسمبر 1999 في إسمرالداس في الإكوادور. لعب مع كولو-كولو.

## وصلات خارجية
- الكسندر بولانوس على موقع قاعدة بيانات كرة القدم.إي يو (الإنجليزية)
- الكسندر بولانوس على موقع Soccerway.com (الإنجليزية)